# Narthecium ossifragum
Narthecium ossifragum (Нартецій європейський) — вид трав'янистих рослин родини нартецієві (Nartheciaceae). Етимологія: лат. ossifragus — костоломний. Ймовірно назва походить від того, що вівці, що їдять погану дієту з браком кальцію, можуть мати слабкість кісток, а N. ossifragum полюбляє кислі низькокальційні ґрунти.

## Опис
Багаторічна трав'яниста рослина, яка досягає висоти 10–30(40) см. Має тонке кореневище. Стебло злегка вигнуте при основі, потім пряме, жорстке, циліндричне, голе. Лінійне листя сизувато-зеленого кольору. Суцвіття виноградоподібні, прикінцеві, довжиною від 5 до 8 см й містять до 25 квіток. Квіти жовті, діаметром від 1 до 1.5 см. Шість пелюсток жовтого кольору всередині та зеленуваті зовні. Шість тичинок волохаті й мають від помаранчевих до яскраво-червоних пилкових мішків. Плоди — від яйцеподібних до ланцетно-чйцеподібних капсули з довгим крилатим блідо-жовтим насінням, яке розповсюджуються як вітром, так і водою. Квіти запилюються вітром; візити комах є рідкісними.

## Поширення
Європа: Бельгія, Німеччина, Нідерланди, Данія, Фінляндія, Норвегія, Швеція, Велика Британія, Франція, Португалія, Іспанія. Також культивується.
Зростає на болотах.

## Галерея

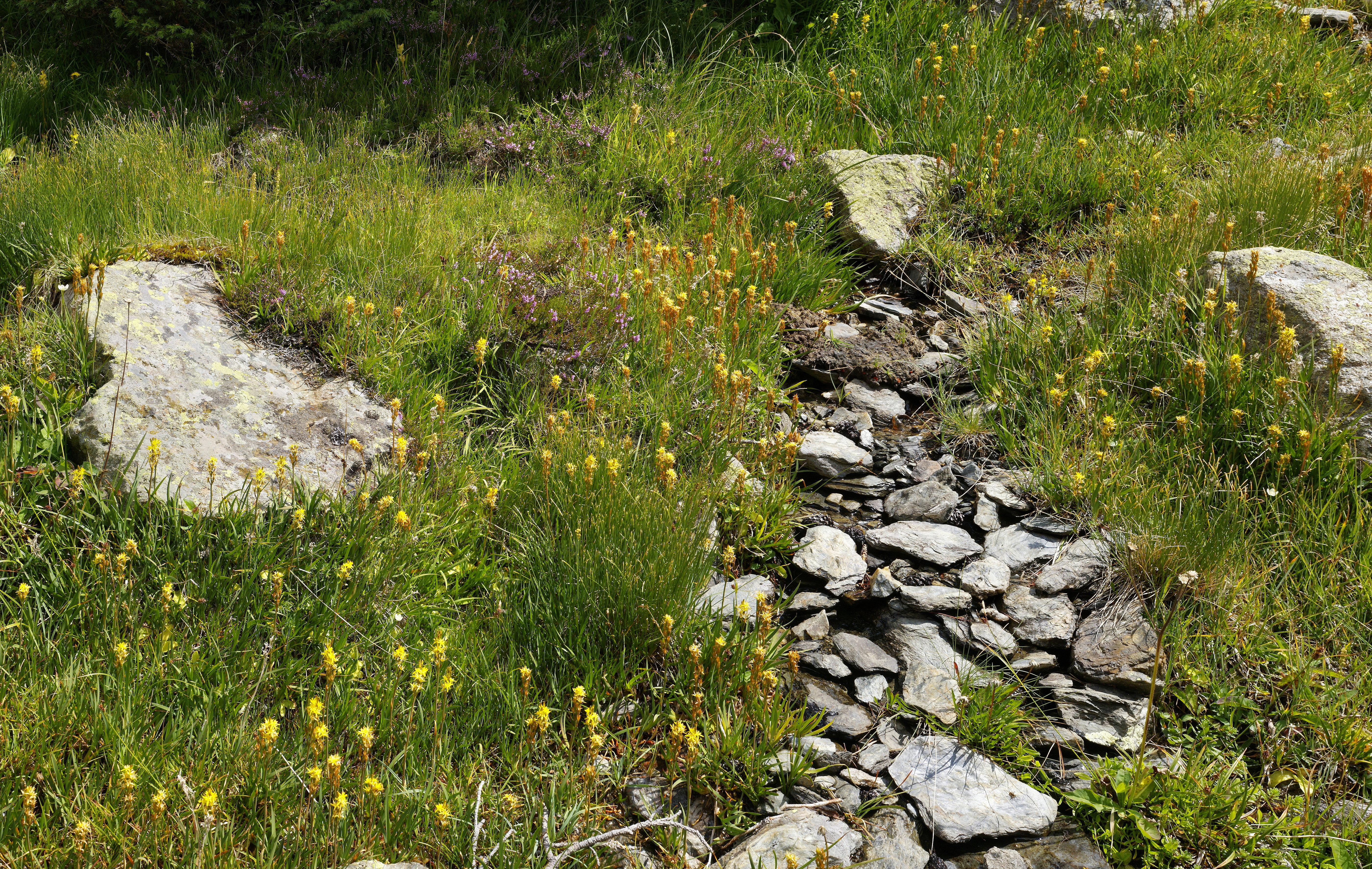
рослина в Андорі
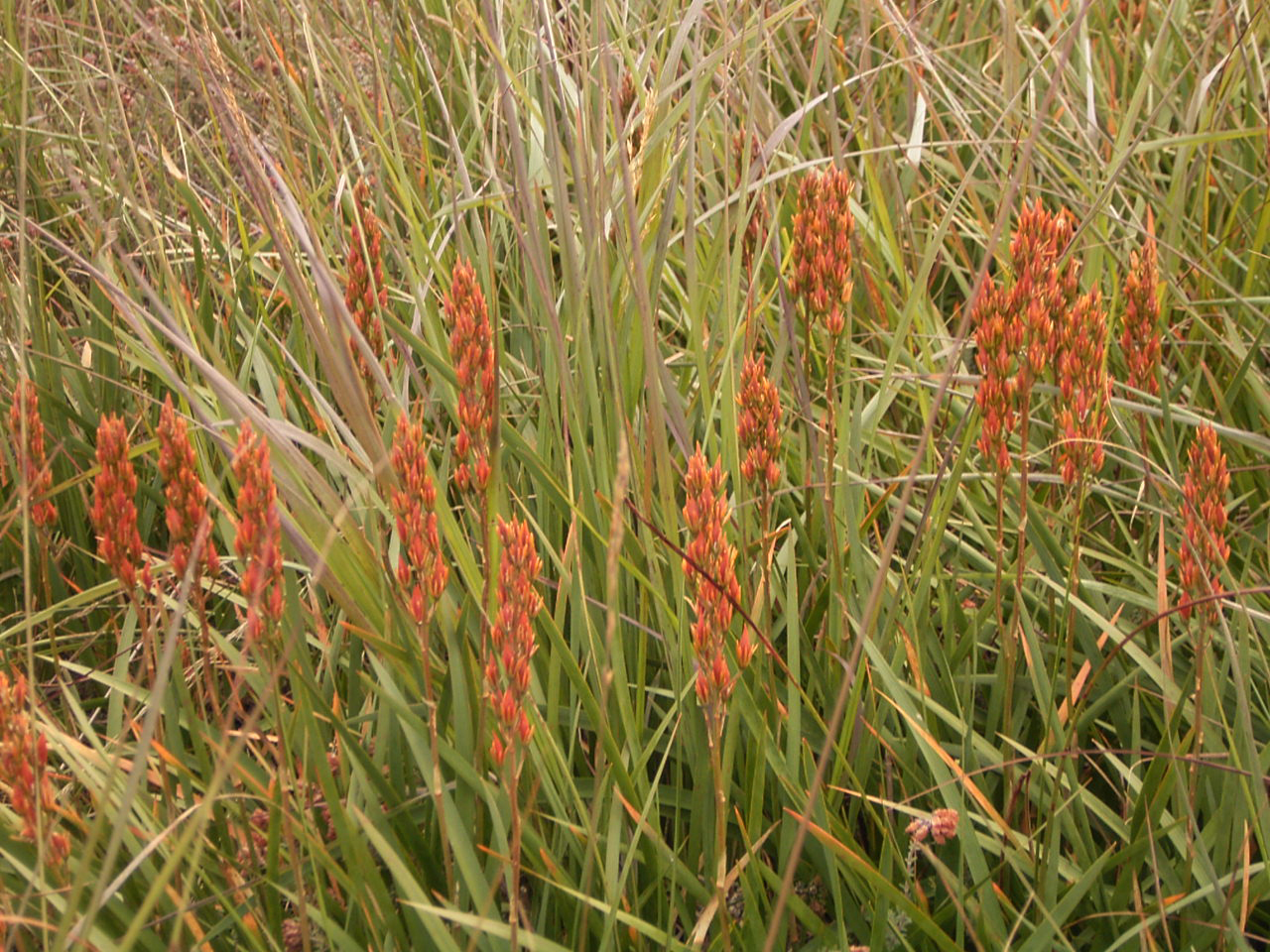
з фруктами
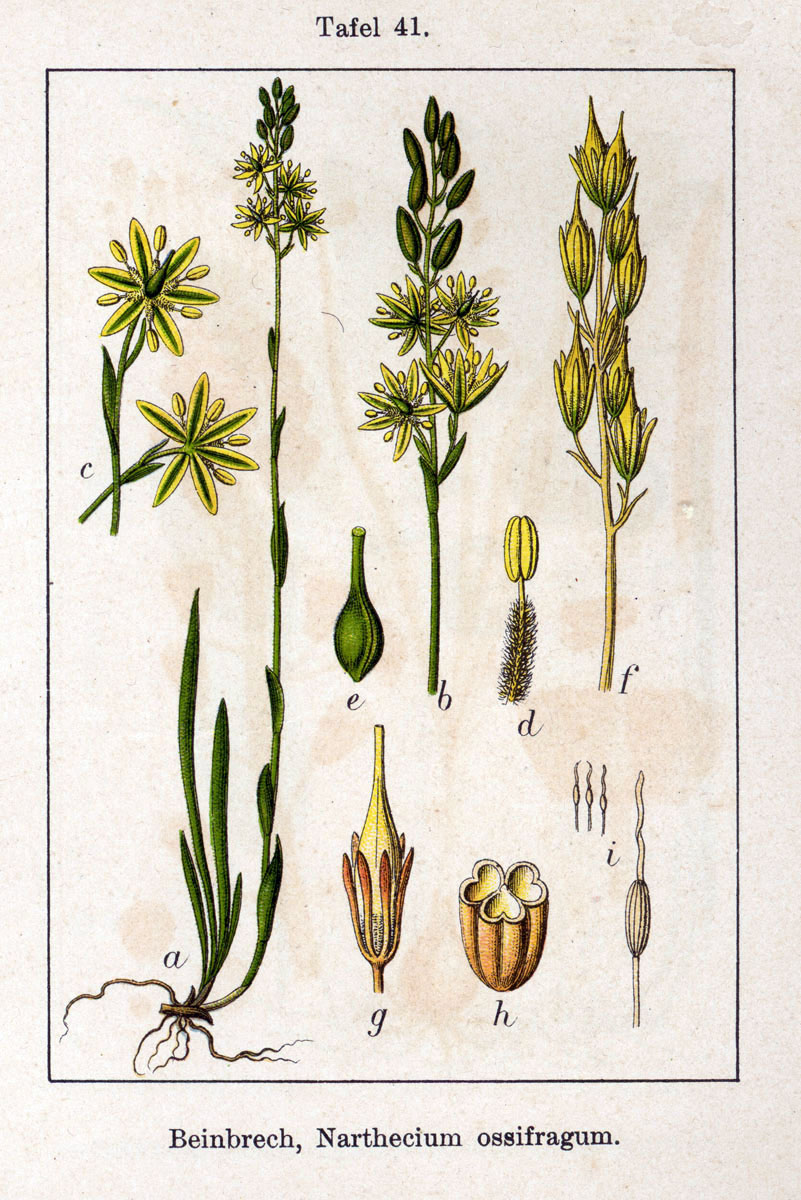
ілюстрація